# CPH:LITT
CPH:LITT er en årlig international litteraturfestival i København. Festivalen, der har eksisteret siden 2008, strækker sig over fire dage i maj og tiltrækker et stort publikum fordelt på adskillige scener. Styregruppen i CPH:LITT består af forlægger Per Kofod, Christian Have, Helvinn Høst, Anette Wad og Nils Bjervig samt festivalleder Ivan Rod.
Festivalen har haft besøg af forfattere som Salman Rushdie og Sara Stridsberg samt det amerikanske forfatterpar Siri Hustvedt og Paul Auster.